# Brodeuses
Pour plus de détails, voir Fiche technique et Distribution.
Brodeuses est un film français réalisé par Éléonore Faucher, sorti en 2004.

## Synopsis
Claire apprend qu'elle est enceinte. Elle choisit de cacher sa grossesse à son entourage et d'accoucher sous X.
Caissière dans une grande surface, isolée de sa famille, elle a pour passion la broderie et voudrait présenter ses œuvres aux grands créateurs.
Sa rencontre avec Mme Mélikian, femme qui vient de perdre son fils et qui exerce le métier de brodeuse, va lui permettre de se réconcilier avec sa grossesse et de réaliser son rêve.

## Fiche technique
- Titre original : Brodeuses

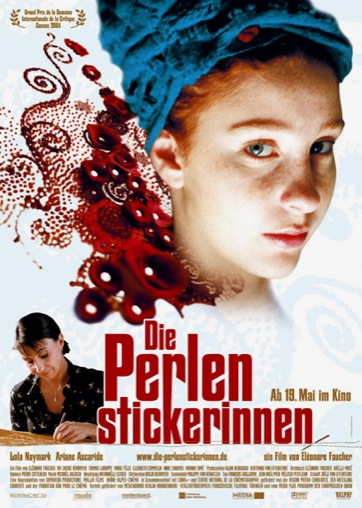
Affiche allemande du film.

- Titres anglais : A Common Thread en Angleterre, Sequins aux États-Unis
- Réalisation : Éléonore Faucher
- Scénario : Éléonore Faucher et Gaëlle Macé
- Production : Alain Benguigui et Bertrand Van Effenterre
- Musique : Michael Galasso
- Photographie : Pierre Cottereau
- Montage : Joële van Effenterre
- Décors : Philippe van Herwijnen
- Costumes : Pascaline Suty
- Sociétés de production : Sombrero Productions, Mallia Films et Rhône-Alpes Cinéma
- Société de distribution : Pyramide Distribution (France)
- Pays de production :  France
- Langues originales : français et arménien
- Format : couleur
- Son : Dolby et DTS
- Genre : Drame
- Dates de tournage : du 3 novembre au 20 décembre 2003
- Lieux de tournage : Rhône (Studio 24, Fleurie, Centre Hospitalier Le Vinatier à Bron) et Charente (Angoulême)
- Durée : 89 minutes[1]
- Dates de sortie :
  - France : 14 mai 2004 (Festival de Cannes), 5 septembre 2004 (Festival de Deauville), 13 octobre 2004 (sortie nationale)
  - Belgique : 13 octobre 2004
  - États-Unis : 7 mai 2005 (sortie limitée)

## Distribution
- Lola Naymark :  Claire Moutiers
- Ariane Ascaride :  Mme Mélikian
- Marie Félix :  Lucile
- Thomas Laroppe :  Guillaume
- Arthur Quehen :  Thomas
- Jackie Berroyer : M. Lescuyer
- Anne Canovas : Mme Lescuyer
- Marina Tomé :  Gynécologue
- Élisabeth Commelin : Mme Moutiers
- Christophe Hatey : Boucher
- François Noël : Cycliste
- Yasmine Modestine :  Infirmière
- Annie-Claude Sauton :  Boulanger
- Nathalie Kirzin :  Femme ronde
- Ludivine Morissonaud :  Clotilde

## Récompenses et distinctions

### Récompenses
- Festival de Cannes 2004 : Grand Prix de la Semaine de la critique[2] (Éléonore Faucher) et Prix SACD du scénario (Éléonore Faucher et Gaëlle Macé)[3]
- Festival de Deauville 2004 : Prix Michel-d'Ornano meilleur scénario français[4] (Éléonore Faucher et Gaëlle Macé)
- Festival de Wrocław 2004 : Prix du meilleur film étranger
- Prix Michel-Simon 2004 pour Lola Naymark
- Prix du Syndicat des critiques français : meilleur premier film (Éléonore Faucher)
- Étoile d'or du premier film 2005
- Prix Lumières 2005 : meilleur espoir féminin pour Lola Naymark
- Prix 2005 du Women Film Critics Circle : meilleur film étranger fait par une femme ou à propos d'une femme

### Nominations
- Prix du cinéma européen 2004 : découverte européenne de l'année (Éléonore Faucher)
- Césars 2005 : meilleur premier film (Éléonore Faucher), la meilleure révélation féminine (Lola Naymark) et le meilleur second rôle féminin (Ariane Ascaride)